# Mireasa lui Chucky
Mireasa lui Chucky (în engleză Bride of Chucky) este un film american de comedie neagră din 1998 regizat de Ronny Yu⁠(d) în baza unui scenariu de Don Mancini⁠(d). Cel de-al patrulea film al francizei Child's Play⁠(d), îi are în distribuția sa pe Jennifer Tilly⁠(d), Brad Dourif, John Ritter, Katherine Heigl și Nick Stabile⁠(d). Spre deosebire de primele trei filme, Mireasa lui Chucky iese în evidență prin parodia autoreferențială⁠(d). De asemenea, filmul se îndepărtează de povestea lui Andy Barclay prezentată în primele trei filme, concentrându-se cu precădere pe Chucky, o jucărie posedată de sufletul unui criminal în serie, și pe fosta sa iubită Tiffany.
Mireasa lui Chucky a fost lansat pe 16 octombrie 1998. Filmul a încasat peste 50 de milioane de dolari în întreaga lume, având un buget de 25 de milioane de dolari și a primit recenzii mixte din partea criticilor. O continuare - Fiul lui Chucky⁠(d) - a fost lansată în 2004.

## Rezumat
Tiffany Valentine⁠(d), fosta iubită și complice al criminalului în serie⁠(d) Charles Lee Ray⁠(d), mituiește un polițist cu scopul de a obține rămășițele unei păpuși pentru copii - gazda sufletului lui Ray - dintr-un dulap cu dovezi, iar apoi îl ucide. Convinsă că sufletul său încă sălășluiește în jucărie, Tiffany coase și capsează rămășițele, fapt care imită ritualul voodoo prin care Ray și-a transferat sufletul în păpușă cu zece ani în urmă.
Deși incantațiile sale par să eșueze, Chucky revine la viață și îl asfixiază pe admiratorul lui Tiffany, Damien, cu o pernă, în timp ce tânăra privește întreaga întâmplare entuziasmată. Tiffany îi dăruiește inelul pe care i l-a lăsat în noaptea în care a fost ucis, aceasta crezând că este un inel de logodnă. Când Chucky îi explică că nu și-a dorit niciodată să se căsătorească cu ea, tânăra îl închide într-un țarc și îi oferă în batjocură o păpușă în rochie de mireasă. Chucky reușește să evadeze și o electrocutează pe Tiffany în cadă.
După ce o ucide, îi transferă sufletul în păpușa-mireasă și îi spune că trebuie să recupereze o amuletă magică, care a fost îngropată alături de corpul său uman, pentru a-și transfera sufletele în trupurile vecinului lui Tiffany, Jesse, și a iubitei sale Jade. Tiffany îl sună pe Jesse și îi cere să ducă cele două păpușă în Hackensack, New Jersey⁠(d), unde este înmormântat Ray, în schimbul unei sume de bani. Dorind să fugă în lume alături de Jade, Jesse acceptă oferta. Unchiul lui Jade, ofițerul de poliție Warren Kincaid, ascunde o pungă cu  marijuana în duba lui Jesse pentru a-l putea aresta. Chucky și Tiffany îl ucide pe ofițerul Warren cu ajutorul unei capcane cu cuie, iar apoi ascund cadavrul în duba cuplului. Jesse și Jade pleacă spre destinație. Cei doi sunt opriți de ofițerul Norton, care descoperă punga cu marijuana. După ce Norton se întoarce la mașina sa de patrulare pentru a raporta incidentul, Chucky introduce o cămașă în rezervorul mașinii sale și o aprinde. Mașina explodează cu Norton înăuntru, iar Jesse și Jade fug de la fața locului.
Cei doi suspectează că ei sunt autorii exploziei și încep să nu mai aibă încredere unul în celălalt. În ciuda problemelor dintre ei, Jesse și Jade se căsătoresc. În același timp, un alt cuplu pătrunde în camera lor de hotel și le fură banii. În timp ce întrețin relații sexuale în camera lor, Tiffany sparge oglinda de deasupra patului, iar aceștia sunt uciși de bucățile de sticlă. Impresionat de brutalitatea întâmplării, Chucky o cere în căsătorie pe Tiffany și întrețin relații sexuale. În dimineața următoare, Jesse și Jade fug împreună cu prietenul lor David, chemat la hotel în noaptea precedentă. David îi informează că amândoi sunt suspecți principali⁠(d) în crimele comise recent, dar el nu-i consideră vinovați. După ce descoperă cadavrul lui Warren, David îi amenință cu un pistol și contactează un ofițer de poliție. Jucăriile prind viață, iar David, surprins de acestea, se îndepărtează de mașină și este lovit de un autocamion. Jesse și Jade își continuă călătoria, iar păpușile le dezvăluie ce au de gând să facă cu ei.
Aceștia fură o autocaravană⁠(d) pentru a scăpa de filtrele de poliție. Jesse și Jade reușesc să instige o ceartă între Chucky și Tiffany, iar în timpul conflictului, Jade o închide pe Tiffany într-un cuptor și Jesse îl împinge pe ferestră pe Chucky. După ce autocaravana se oprește în decor, Chucky o obligă pe Jade să-l ducă la mormântul său. Aceasta coboară în mormânt și scoate amuleta din sicriu. După ce recuperează amuleta, Jesse apare cu Tiffany și îi propune acestuia un schimb de ostatici. Chucky aruncă în cuțit în spatele lui Jesse și îi pregătește pe cei doi pentru ritual. Când Chucky începe incantația, Tiffany îl sărută și îl înjunghie în spate. Un conflict are loc între cei doi, iar Tiffany este înjunghiată în inimă de acesta. Jesse îl lovește cu o lopată pe Chucky și acesta cade în propriul mormânt. Detectivul particular Preston sosește la fața locului, moment în care Jade îi sustrage pistolul și îl împușcă pe Chucky de mai multe ori în piept.
După ce anunță poliția și îi declară nevinovați pe adolescenți, Preston îi trimite pe cei doi spre casă. În timp ce el inspectează cadavrul lui Tiffany, aceasta se trezește și începe să țipe, dând naștere unei păpuși care îl atacă pe Preston.

## Distribuție
- Jennifer Tilly - Tiffany
- Brad Dourif - Chucky (voce)
- Katherine Heigl - Jade
- Nick Stabile - Jesse
- Alexis Arquette - Damien
- Gordon Michael Woolvett - David
- John Ritter - Șeriful Warren Kincaid
- Lawrence Dane - Lt. Preston
- Michael Louis Johnson - Norton
- James Gallanders - Russ
- Janet Kidder - Diane
- Vince Corazza  Bailey
- Kathy Najimy - Femeia de serviciu
- Park Bench - Stoner
- Emily Weedon - Vânzătoarea de la One-Stop
- Ben Bass - Lt. Ellis
- Roger McKeen - Justice of the Peace
- Sandi Stahlbrand - Reporter